# Duchesne (Utah)
Duchesne è un comune degli Stati Uniti d'America, nella contea di Duchesne nello Stato dello Utah.